# درمان آنفولانزا
درمان آنفولانزا (انگلیسی: Influenza treatment) به گروهی از  درمان‌ها و داروها برای مقابله با آنفولانزا اشاره دارد که یا مستقیم  خود ویروس آنفولانزا را هدف قرار می‌دهد و یا در روش دیگر عوارض آنفولانزا کاهش داده می‌شود و مبارزه با ویروس بر عهده سیستم ایمنی قرار می‌گیرد.

## درمان عوارض
- ماندن در خانه
- استراحت به اندازه کافی
- مصرف مقدار زیاد نوشیدنی‌ها
- پرهیز از مصرف سیگار یا نوشیدنی‌های الکی
- برای درمان هرچه بهتر در آغاز بیماری با پزشک مشورت گردد
- به یاد داشتن نشانه‌های هشدار دهنده بیماری؛
- تنفس دشوار یا تنگی نفس
- درد یا فشار به سینه یا شکم
- سرگیجه
- استفراغ شدید یا پی‌درپی